# Kampagne (Spiel)
Die Kampagne (auch Storykampagne) eines Spiels, insbesondere eines Rollenspiels, ist der typischerweise in mehrere Abschnitte oder Szenen gegliederte Handlungsstrang, mit Hilfe dessen eine Geschichte erzählt wird. Sie macht eine Entwicklung der Charaktere und etwa die Darstellung ihres Aufstiegs und Falls möglich und bildet einen Rahmen für den Ablauf.

## Rollenspiele
Im Rollenspiel (Pen-&-Paper-Rollenspiel und LARP) bezeichnet Kampagne eine Gruppe von einzelnen Geschichten (Pen-&-Paper-Rollenspiel: Abenteuer; LARP: einzelne Veranstaltungen) mit verknüpften Handlungen. Manchmal steuern diese auf ein gemeinsames Ziel hin, häufig eine abschließende Geschichte mit einem besonderen Höhepunkt. In den meisten Fällen ist die Abfolge der zugehörigen Geschichten solcher Kampagnen linear angelegt, müssen dies aber nicht sein, und besonders im LARP muss nicht einmal ein Handlungszusammenhang existieren, da zum Teil bereits Einzelveranstaltungen, die sich auf dieselbe Spielwelt beziehen, innerhalb der Szene schon als Kampagne bezeichnet werden.

## Tabletop-Spiele
Bei Tabletop-Spielen besteht eine Kampagne aus einer Reihe von voneinander abhängigen Spielen. Dabei kann man 3 verschiedene Kampagnen-Arten unterscheiden:
- Landnahme Kampagne, bei der Gebiete in einzelnen Spielen erobert werden sollen.[3]
- Kampagne, die mehreren Spielen einen zusammenhängenden Handlungsstrang gibt.
- Kampagne, bei der sich über mehrere Spiele einzelne Charaktere oder Einheiten weiterentwickeln oder ein Spieler zusätzliche Miniaturen erhalten oder verlieren kann.[4]

Bei Tabletop-Spielen gibt es auch spielsystem-übergreifende Kampagnen falls die Spielsysteme einen gemeinsamen Hintergrund haben. So kann man bei Dropfleet Commander zuerst eine Raumschlacht spielen, um Bodentruppen zu landen und danach mit Dropzone Commander die Bodenschlacht zu spielen.
Bei Tabletop-Spielen im Sport-Genre spricht man eher von einer Saison oder Season (engl.) als von einer Kampagne.

## Computerspiele
Unter einer Kampagne versteht man bei Computerspielen einen Ereignis-Ablauf, der den Handlungsstrang entwickelt bzw. die Geschichte erzählt. Kampagnen, die lediglich als Einzelspieler spielbar sind, werden oft als Solo-Kampagne bezeichnet. Jene die sich für Multiplayer-Partien eignen, werden als Koop-Kampagne geführt. Oft verlaufen derartige Kampagnen recht geradlinig und bestehen vorrangig aus hintereinander gereihten Missionen, Quests oder Levels, welche je nach Spiel durch Zwischensequenzen zur Unterstützung der Handlung verknüpft werden. In Echtzeit-Strategiespielen sind oft mehrere zusammenhängende Missionen in getrennte Kampagnen zusammengefasst. Dies erlaubt dem Spieler, die Handlung aus verschiedenen Perspektiven, respektive der Sichtweise der entsprechenden Fraktionen (z. B. „Gut“ und „Böse“), durchzuspielen.

### Beispiele
Folgende Computerspiele verwenden den Begriff campaign (engl.) bzw. Kampagne und enthalten einen Editor zum Erstellen neuer, eigener Kampagnen:
- Warcraft (I bis III)
- StarCraft (I bis II)
- Neverwinter Nights (I bis II)
- Neverwinter